# روعة التليلي
روعة التليلي (ولدت في 05 أكتوبر 1989 ) هي من أبرز الرياضين التونسين في الألعاب البارالمبية الصيفية 2012، والألعاب البارالمبية الصيفية 2016.

## الألعاب البارالمبية
- ميدالية ذهبية في دفع الجلة في بيجين 2008
- ميدالية فضية في رمي القرص في لندن البريطانية 2012
- ميدالية ذهبية في دفع الجلة في لندن البريطانية 2012
- ميدالية ذهبية في دفع الجلة و رمي القرص في ريو دي جانيرو 2016[2]
- ميدالية ذهبية في دفع الجلة و رمي القرص في طوكيو 2020
- ميدالية ذهبية في كل من دفع الجلة و رمي القرص في باريس 2024

## مواضيع ذات علاقة
- تونس في الألعاب البارالمبية الصيفية 2012
- تونس في الألعاب البارالمبية

## روابط خارجية
- روعة التليلي على موقع Paralympic.org (الإنجليزية)
- روعة التليلي على موقع IPC.InfostradaSports.com (مؤرشف) (الإنجليزية)

روعة التليلي في اللجنة البارالمبية الدولية